# Gudrun Landgrebe

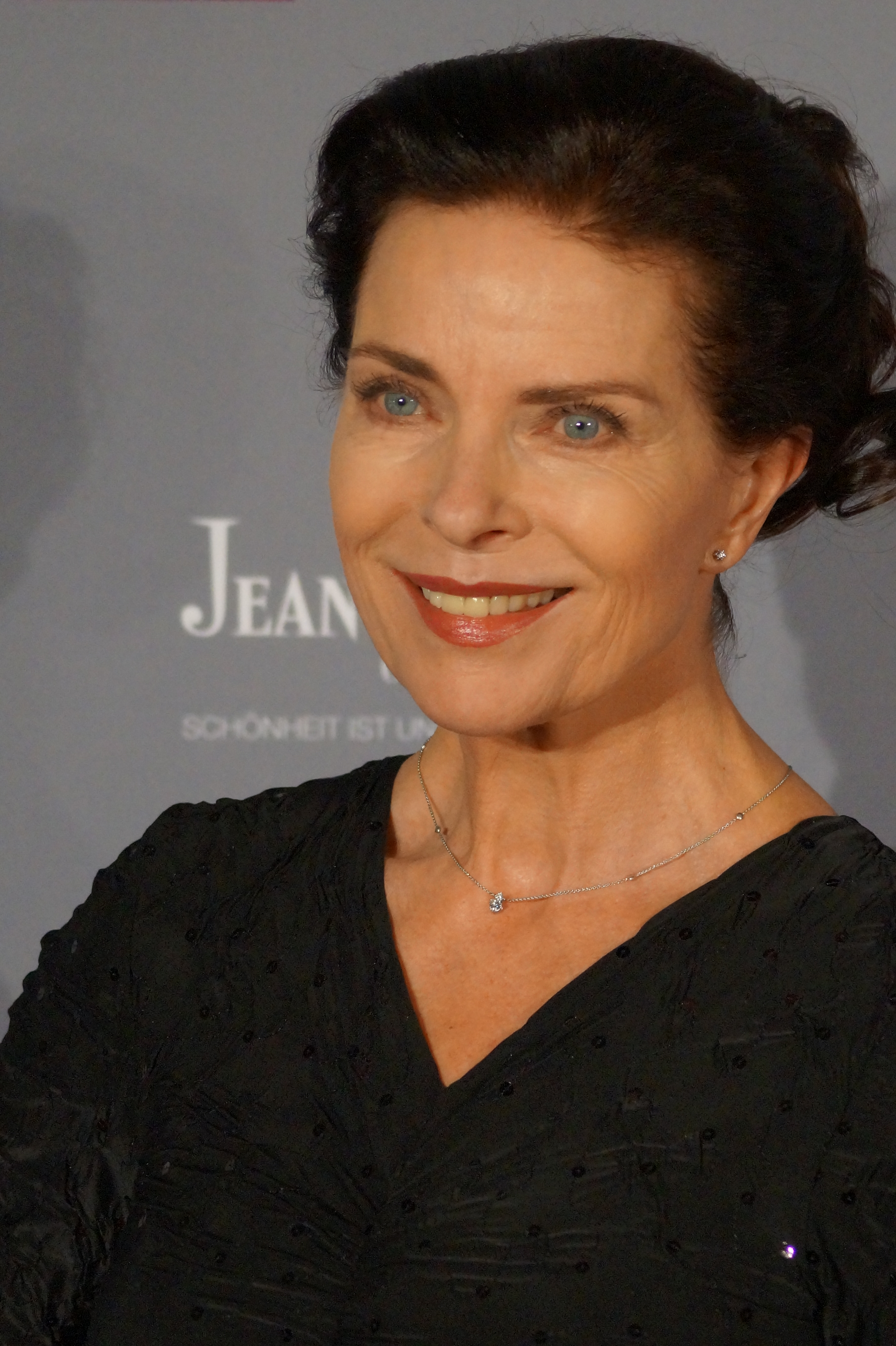
Gudrun Landgrebe, 2015

Gudrun Landgrebe (* 20. Juni 1950 in Göttingen) ist eine deutsche Schauspielerin. Ihren Durchbruch hatte sie 1983 durch die Darstellung der Edelhure Eva in Robert van Ackerens Die flambierte Frau.

## Leben

### Herkunft und Ausbildung
Gudrun Landgrebe wurde 1950 in Göttingen geboren und verbrachte ihre Kindheit und Jugend in der Obhut der aus Berlin stammenden Großmutter in Bochum. Von 1968 bis 1971 besuchte sie die Schauspielschule der Keller in Köln.

### Theater
Nach Ende der Schauspielausbildung gab Landgrebe 1971 am Stadttheater Bielefeld in Joachim Jomeyers Stück Die phantastische Geschichte des Kim Van Dong ihr Bühnendebüt. Anschließend war sie an verschiedenen deutschen Bühnen engagiert, wie 1972 an der Badischen Landesbühne in Bruchsal, am Städtebundtheater Hof (1973), 1974 am Landestheater Detmold und bei den Kreuzgangspielen Feuchtwangen sowie am Stadttheater Pforzheim (1975). Von 1977 bis 1981 gehörte sie zum festen Ensemble der Städtischen Bühnen Dortmund, wo sie die Helen in Joseph Kesselrings Arsen und Spitzenhäubchen, die Nina in Frank Wedekinds Frühlings Erwachen, die Leni in Ödön von Horváths Italienische Nacht, die Marie in Ferenc Molnárs Liliom, die Tochter Hassenreuter in Gerhart Hauptmanns Die Ratten und die Desirée in Ferdinand Bruckners Krankheit der Jugend gab.
Ab Januar 1992 gastierte Landgrebe am Stadttheater Essen in Hans Magnus Enzensbergers Bühneninszenierung Die Tochter der Luft.

### Film und Fernsehen
Ihr Filmdebüt hatte Landgrebe im Alter von 27 Jahren in Peter F. Bringmanns Aufforderung zum Tanz, wo sie die Rolle der Friseurin Ulla und der Geliebten der von Marius Müller-Westernhagen verkörperten Hauptfigur Theo Gromberg übernahm. 1981 folgte für sie mit dem Spielfilm von Dorothea Neukirchen Dabbel Trabbel ihre erste Hauptrolle in einem Kinofilm. Sie verkörperte mit Jochen Schroeder ein junges Akademikerpaar. 1983 wurde sie von Robert van Ackeren für seinen Spielfilm Die flambierte Frau verpflichtet, in dem sie die Edelhure Eva spielte. Mit dieser Rolle gelang ihr der Durchbruch.
1984 wurde sie in Burkhard Driests Annas Mutter in der Titelrolle der Marianne Bachmeier (im Film Marianne Grünwald) besetzt, die im Gerichtssaal den Mörder ihrer Tochter erschoss. In Edgar Reitz’ Hunsrücksaga Heimat – Eine deutsche Chronik (1984) war sie die große Liebe der von Jörg Richter gespielten Hauptfigur Hermann Simon. Hans-Christoph Blumenberg besetzte sie neben Barbara Rudnik und Armin Mueller-Stahl in seinem Filmdrama Tausend Augen (1984) als kriminelle Strippenzieherin Lohmann. Unter der Regie von István Szabó sah man sie in Oberst Redl (1985) als Baronesse Katalin Kubinyi und zeitweilige Geliebte der Titelfigur Alfred Redl (Klaus Maria Brandauer). In dem deutsch-italienischen Filmdrama Leidenschaften (1985) verliebte sie und ihr Mann sich als Diplomatenfrau Louise von Hollendorf in die junge Japanerin Mitsuko Matsugae (Mio Takaki). Eine Nominierung für den Deutschen Filmpreis als „Beste Hauptdarstellerin“ erhielt sie für ihre schauspielerischen Darstellungen in Dominik Grafs Die Katze (1988) als Jutta Ehser, einer Komplizin des von Götz George gespielten Bankräubers Probek und in Helmut Dietls Rossini – oder die mörderische Frage, wer mit wem schlief (1997) in der Rolle der schönen und selbstsüchtigen Valerie.

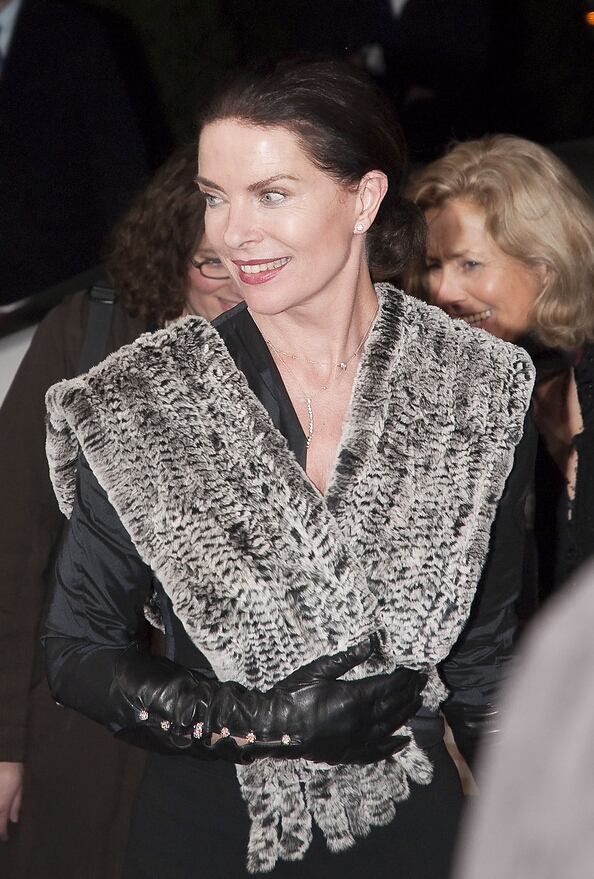
Gudrun Landgrebe, 2008

In den 1990er Jahren übernahm sie auch zahlreiche Gastauftritte in Kriminalserien wie Wolffs Revier, Ein Fall für zwei, Der Alte, Derrick oder Siska. 1993 übernahm sie die Rolle der Daniela Pierboni in der von der RAI, Immagine e Cinema und der deutschen Beta Film produzierten vierteiligen Miniserie Mord in der Toskana (Delitti privati) und war neben Maja Maranow die einzige deutschsprachige Schauspielerin, die in dieser Serie mitspielte. In der Krimiserie Tresko war sie 1996 an der Seite von Mario Adorf als Katrin Tresko zu sehen.
1990 war sie in dem zweiteiligen Thriller Die Kaltenbach-Papiere als Eva Sadowski, deren Mann, der Journalist Tom Sadowski (Mario Adorf), illegalen Waffenhandel betreibt. In dem tschechisch-deutschen Märchenfilm Schneewittchen und das Geheimnis der Zwerge (1992) übernahm sie unter der Regie von Ludvík Ráža die Rolle der bösen Stiefmutter und Königin. In Marc Rothemunds Liebeskomödie Das merkwürdige Verhalten geschlechtsreifer Großstädter zur Paarungszeit (1998) spielte sie die verklemmte Cornelia, die beim Einkaufen Bekanntschaft mit der extrovertierten Hilde (Michaela May) macht. In dem österreichischen Politthriller Opernball war sie 1998 neben Heiner Lauterbach als Claudia Röhler zu sehen. In Die Sünde der Engel (1998) basierend auf dem gleichnamigen Roman von Charlotte Link war sie in der Hauptrolle der Julia Beerbaum, deren Sohn nach einem Sexualmord zu einer langjährigen Zwangstherapie in einer psychiatrischen Anstalt verurteilt wird, zu sehen. 1999 spielte sie in Gabriel Baryllis Wer liebt, dem wachsen Flügel die Therapeutin Lisa und verkörperte an der Seite von Jürgen Prochnow die Anwältin Dr. Laura Heine in Die Millennium-Katastrophe – Computer-Crash 2000.

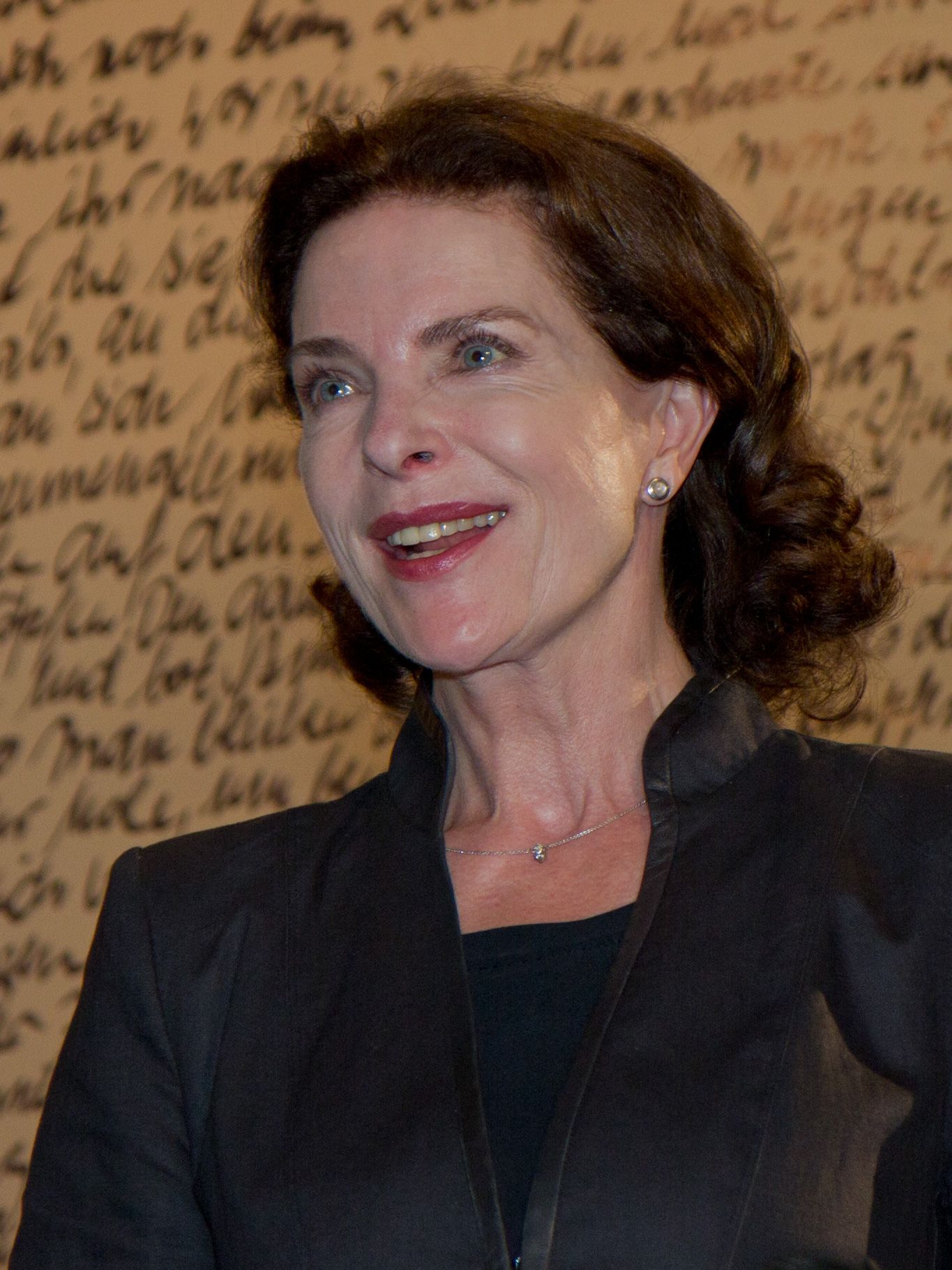
Gudrun Landgrebe, 2012

In dem Fernsehkrimi Donna Leon – Vendetta (2000), dem Auftaktfilm der Donna-Leon-Verfilmungen, übernahm Landgrebe die Rolle der Franca Trevisan, deren Ehemann Carlo während einer Zugfahrt erschossen wurde. Daneben spielte sie wiederkehrend mit Walter Kreye, u. a. in Der Vamp im Schlafrock (2000) und Herzlichen Glückwunsch (2005), Götz George, wie etwa in Viktor Vogel – Commercial Man (2001) und Verliebte Diebe (2003) und mit Günther Maria Halmer in den Fernsehfilmen Herz oder Knete (2002) und Alles Samba (2003). Für ihre Darstellung der dänischen Königin Margrethe II. in dem ARD-Zweiteiler Störtebeker (2006) wurde sie für den österreichischen Fernsehpreis Romy nominiert. In Hänsel und Gretel – Ein Fall für die Supergranny (2007), einer Episode aus der ProSieben-Märchenstunde, war sie an der Seite von Axel Stein und Janin Reinhardt als böse Knusperhexe Frau Gutkind zu sehen. Von März 2009 bis April 2010 gehörte sie als Gerichtsmedizinerin Dr. Brigitte Foucart zur Stammbesetzung der dreiteiligen ARD-Krimireihe Kommissar LaBréa mit Francis Fulton-Smith in der Titelrolle. 2010 wurde sie in Oskar Roehlers Jud Süß – Film ohne Gewissen als Affäre Frau Frowein des österreichischen Schauspielers Ferdinand Marian besetzt. Im selben Jahr bekam sie den Ehrenpreis des Hessischen Ministerpräsidenten für besondere Leistungen im Film- und TV-Bereich verliehen. Auf der Kinoleinwand war sie 2011 in dem in der Nazi-Zeit spielenden Film Wunderkinder in der Rolle der jüdisch, kommunistischen Musiklehrerin Irina Salomonowa zu sehen. In Bernd Fischerauers dokumentarischen Spielfilm Die Reichsgründung und dessen Fortsetzung Die nervöse Großmacht übernahm sie die Rolle der Sozialistin Sophie von Hatzfeldt. In Der Mann ohne Schatten (2014), dem dritten Film der Joachim-Vernau-Krimireihe, spielte sie Katherina Gebhardt, die ihren Bruder, nachdem er dreißig Jahre lang verschollen war, in Kuba durch den Anwalt Vernau (Jan Josef Liefers) suchen lässt. In der sechsteiligen Mystery-Miniserie Weinberg (2015) übernahm sie die Rolle der Therapeutin Dr. Wieland und war im gleichen Jahr als Buchverlegerin Ehrmann neben Barnaby Metschurat in dem ZDF-Fernsehfilm Tiefe Wunden – Ein Taunuskrimi zu sehen. In Böse Wetter – Das Geheimnis der Vergangenheit (2016), dem letzten Film mit Götz George, war sie Ilona Gehra, die Mutter des von Matthias Koeberlin gespielten Geophysikers Dr. Leonard Gehra. In der achtteiligen satirischen ZDF-Politserie In bester Verfassung war sie 2019 als Verfassungsschützerin Mechthild Dombrowski, die eine islamistische Provinz-Terrorzelle erfindet, um ihren ruhigen Kleinstadtposten behalten zu können, zu sehen.

### Privates
Gudrun Landgrebe lernte 1982 im Anschluss an die Dreharbeiten der Hunsrücksaga Heimat – Eine deutsche Chronik (1984) den Arzt Ulrich von Nathusius kennen, den sie im Juni 2001 in Simmern/Hunsrück heiratete. Sie lebte mit ihm viele Jahre wechselweise in Berlin und auf dem Land, bis sie ihren Wohnsitz nach Mainz verlegten.
Sie ist Botschafterin der Pink Ribbon Deutschland Kampagne zur Früherkennung von Brustkrebs.

## Filmografie

### Kino
- 1981: Dabbel Trabbel
- 1983: Die flambierte Frau
- 1984: Annas Mutter
- 1984: Tausend Augen
- 1984: Yerma
- 1985: Die Dame vom Palast Hotel
- 1985: Oberst Redl
- 1985: Leidenschaften (Interno Berlinese)
- 1988: Die Katze
- 1989: Im Süden meiner Seele
- 1990: High Score
- 1991: Geliebte Milena
- 1991: L’ombre
- 1992: Wunderjahre
- 1993: Ein Mann für jede Tonart
- 1997: Rossini – oder die mörderische Frage, wer mit wem schlief
- 1998: Fever
- 1998: Das merkwürdige Verhalten geschlechtsreifer Großstädter zur Paarungszeit
- 1999: Wer liebt, dem wachsen Flügel
- 2001: Stiller Sturm
- 2001: Viktor Vogel – Commercial Man
- 2006: Heimat-Fragmente: Die Frauen
- 2008: Warten auf Angelina
- 2010: Jud Süß – Film ohne Gewissen
- 2011: Die Unsichtbare
- 2011: Wunderkinder
- 2023: Die drei ??? – Erbe des Drachen

### Fernsehen

#### Fernsehfilme
- 1977: Aufforderung zum Tanz
- 1978: Wenn die Liebe hinfällt [8]
- 1984: Die andere Seite des Mondes
- 1984: Heimat – Eine deutsche Chronik (Mehrteiler, Folge 5 & 6)
- 1989: Bastard (Dreiteiler)
- 1989: Affäre Nachtfrost
- 1990: Das Haus am Watt
- 1990: Die Kaltenbach-Papiere (Zweiteiler)
- 1992: Schneewittchen und das Geheimnis der Zwerge
- 1993: Goldstaub
- 1994: Gefährliche Spiele
- 1994: Das Schwein – Eine deutsche Karriere (Dreiteiler)
- 1995: Ich liebe den Mann meiner Tochter
- 1997: Die Stunden vor dem Morgengrauen
- 1997: Das Hochzeitsgeschenk
- 1997: Betrogen – Eine Ehe am Ende
- 1998: Zucker für die Bestie
- 1998: Opernball
- 1998: Eine Sünde zuviel
- 1999: Das Mädchen aus der Torte
- 1999: Die Sünde der Engel
- 1999: Die Millennium-Katastrophe – Computer-Crash 2000
- 2000: Das Tattoo – Tödliche Zeichen
- 2001: Alles Samba
- 2001: Der Vamp im Schlafrock
- 2002: Herz oder Knete
- 2002: Problemzone Mann
- 2002: Das Haus der Schwestern
- 2003: Verliebte Diebe
- 2003: Alles Samba
- 2004: Der Bestseller – Wiener Blut
- 2005: Herzlichen Glückwunsch
- 2005: Eine Prinzessin zum Verlieben
- 2005: Mein Mann und seine Mütter
- 2006: Störtebeker
- 2009: Von ganzem Herzen
- 2009: So ein Schlamassel
- 2011: Bermuda-Dreieck Nordsee
- 2012: Die Reichsgründung
- 2012: Die nervöse Großmacht
- 2014: Der Mann ohne Schatten
- 2016: Endstation Glück
- 2016: Böse Wetter – Das Geheimnis der Vergangenheit

#### Fernsehreihen und -serien
- 1981: Beim Bund (Fernsehserie)
- 1984: Matt in 13 Zügen (Fernsehserie)
- 1988: Tatort: Salü Palu (Fernsehreihe)
- 1991: Peter Strohm (Fernsehserie, Folge Das Gesicht unter Wasser)
- 1991: Die Hütte am See (Fernsehserie, vier Folgen)
- 1992: Wolffs Revier (Fernsehserie, Folge Katharina und Kaviar)
- 1993: Ein Fall für zwei (Fernsehserie Ein Ticket zum Himmel)
- 1993: Wolffs Revier (Fernsehserie, Folge Ich knall' dich ab)
- 1993: Mord in der Toskana (Fernsehserie)
- 1993–1995: Schloß Hohenstein – Irrwege zum Glück (Fernsehserie)
- 1993: Der Alte (Fernsehserie, Folge Das Ende einer Ermittlung)
- 1994: Ein unvergeßliches Wochenende (Fernsehserie, Folge: In Sevilla)
- 1995: Ärzte (Fernsehserie, Folge: Herberge für einen Frühling)
- 1995: Derrick (Fernsehserie, Folge Herr Widanje träumt schlecht)
- 1995: Derrick (Fernsehserie, Folge Ein Mord, zweiter Teil)
- 1995: Der Alte (Fernsehserie, Folge Die Verlorenen)
- 1996: Der Alte (Fernsehserie, Folge Der Lebensretter)
- 1996: Die Männer vom K3 (Fernsehserie, Folge Tomskys letzte Reise)
- 1996: Tresko: Der Maulwurf (Fernsehreihe)
- 1996: Tresko: Im Visier der Drogenmafia (Fernsehreihe)
- 1996: Tresko: Amigo Affäre (Fernsehreihe)
- 1997: Der Alte (Fernsehserie, Folge Zwei Tote – wofür?)
- 1999: Siska (Fernsehserie, Folge Der Jobkiller)
- 2000: Die Verbrechen des Professor Capellari (Fernsehserie, Folge Tote schweigen nicht)
- 2000: Donna Leon – Vendetta (Fernsehreihe)
- 2000: Tatort: Nach eigenen Gesetzen (Fernsehreihe)
- 2001: Weißblaue Wintergeschichten (Fernsehreihe, Folge Einmal zu viel)
- 2002: Die Cleveren (Fernsehserie, Folge Die Göttin, 2 Teile)
- 2002: Liebe darf alles (Fernsehserie, zwei Folgen)
- 2003: Tatort: Die Liebe und ihr Preis (Fernsehreihe)
- 2005: SOKO 5113 (Fernsehserie, Folge Kapstadt sehen und sterben)
- 2007: Die ProSieben Märchenstunde (Fernsehserie, Folge Hänsel und Gretel – Ein Fall für die Supergranny)
- 2008: Mord in bester Gesellschaft: Die Nächte des Herrn Senator (Fernsehreihe)
- 2009–2010: Kommissar LaBréa
  - 2009: Tod an der Bastille
  - 2010: Mord in der Rue St. Lazare
  - 2010: Todesträume am Montparnasse
- 2010: Unter anderen Umständen: Tod im Kloster (Fernsehreihe)
- 2010: Tatort: Unsterblich schön (Fernsehreihe)
- 2011: Lilly Schönauer: Liebe mit Hindernissen (Fernsehreihe)
- 2011: SOKO Wismar (Fernsehserie, Folge Das Phantom)
- 2012: SOKO Stuttgart (Fernsehserie, Folge Mord & Malerei)
- 2013: Der Staatsanwalt (Fernsehserie, Folge Mitten ins Herz)
- 2014: Ein Fall für zwei (Fernsehserie, Folge Verhängnisvolle Freundschaft)
- 2014: Alarm für Cobra 11 (Fernsehserie)
- 2015: Tiefe Wunden – Ein Taunuskrimi (Fernsehreihe)
- 2015: Weinberg (Fernsehserie, sechs Folgen)
- 2017: Mordkommission Istanbul – Der verlorene Sohn (Fernsehreihe)
- 2019: In bester Verfassung (Fernsehserie, acht Folgen)

## Hörbücher (Auszug)
- 1999: Die Frau von dreißig Jahren von Honoré de Balzac. Verl. und Studio für Hörbuchproduktionen, 4 Tonkassetten, ISBN 3-89614-060-4
- 2003: Zwei Frauen von Harry Mulisch. Phonomedia-Hörbuchverl., 4 CDs, ISBN 3-935813-10-4
- 2004: Ein Fall für Kay Scarpetta von Patricia Cornwell, Random House Audio Köln, gekürzt, 6 CDs 420 Min., ISBN 978-3-89830-693-5
- 2004: Unsere liebe Frau vom Wald von Davis Guterson. Random House, gekürzte, autorisierte Lesefassung. 6 CDs, ISBN 3-89830-783-2
- 2004: Gudrun Landgrebe liest Ina Vandewijer, Anana, Steinbach, 2 CDs, ISBN 3-88698-689-6
- 2006: Der fremde Gast von Charlotte Link. Random House. Gekürzte Lesefassung, 4 CDs, ISBN 978-3-8289-8757-9
- 2006: Das Katzenhörbuch : ausgewählte Katzengeschichten. Steinbach, 1 CD, ISBN 3-88698-822-8
- 2007: Gudrun Landgrebe liest Rilkes Engel, Kreuz, 1 CD, ISBN 978-3-7831-3009-6
- 2007: Das Echo der Schuld von Charlotte Link, Weltbild, 6 CDs, ISBN 978-3-8289-9123-1
- 2008: Wilde Lupinen von Charlotte Link. Random House, gekürzte Hörbuchfassung, 6 CDsm ISBN 978-3-86604-851-5
- 2008: Die Stunde der Erben von Charlotte Link. Random House, gekürzte Lesefassung, 6 CDs, ISBN 978-3-86604-914-7
- 2008: Die letzte Spur von Charlotte Link, Random House, gekürzte Hörbuchfassung, 4 CDs, ISBN 978-3-86604-793-8
- 2012: Im Tal des Fuchses von Charlotte Link ISBN 978-3-8371-1539-0

## Hörspiele (Auswahl)
- 1982: Claude Cueni: Das andere Land – Regie: Hans Dieter Köhler
- 1982: Lars Gustafsson: Die Tennisspieler – Regie: Hans Gerd Krogmann (Hörspiel – WDR/NDR)
- 1982: Detlef Wolters / Johann Heinrichs: Ohne Bluse is freier  – Regie: Gottfried von Einem (Hörspiel – Hessischer Rundfunk/Bayerischer Rundfunk)
- 2011: Oscar Wilde: Das Gespenst von Canterville (Gruselkabinett Folge 50) – Regie: Marc Gruppe (Hörspiel – Titania Medien)[9]
- 2021: Stuart Kummer und Edgar Linscheid: Caiman Club (Lobbyismus-Thriller-Serie – WDR)[10]
- 2024: Clara Ehrenwerth und Martin Ganteföhr: 24-7. Mörderische Intrigen per Live-App – Regie: Martin Zylka (Hörspiel – WDR)[11]

## Auszeichnungen
- 2010: Ehrenpreis des Hessischen Ministerpräsidenten für besondere Leistungen im Film- und TV-Bereich
- 2020: Askania Award